# Dadoychus mucuim
Dadoychus mucuim är en skalbaggsart som beskrevs av Maria Helena M. Galileo och Martins 1998. Dadoychus mucuim ingår i släktet Dadoychus och familjen långhorningar. Inga underarter finns listade i Catalogue of Life.